# 蔡百峻
蔡百峻（1950年—），本名蔡國揚，臺灣生態攝影師，彰化縣人。以蝴蝶為拍攝主題而聞名，在臺灣有「蝴蝶先生」之譽。

## 經歷
蔡百峻於1950年生於彰化縣食用油商之家，後與家人遷居高雄市。三信家商畢業後經商，29歲那年在花蓮友人家中為蝴蝶所吸引，因而放棄經商，轉而進行對蝴蝶的生態攝影。
直到2007年蔡百峻已拍攝臺灣近400種蝴蝶中的348種，為臺灣拍攝蝴蝶種類紀錄保持人。並且其作品於2007年5月11日在美國華盛頓特區史密森尼学会所屬的美国国立自然历史博物馆展出，是首位以攝影師身分獲邀該館展出的華人。
蔡百峻與其妻「蜜蜂小姐」蕭麗娜現於屏東縣高樹鄉新豐村經營蝴蝶緣生態寫真休閒農場。

## 外部連結
- 彩虹霓裳　大自然舞姬 ──蔡百峻的原野蝴蝶夢 （页面存档备份，存于）
- 台灣蝴蝶奇緣文創館介紹蔡百峻
- 學學文創志業介紹蔡百峻